# Ichneumon nanusniger
Ichneumon nanusniger là một loài tò vò trong họ Ichneumonidae.